# Saida, Syria
Saida, cũng đánh vần Sayda (tiếng Ả Rập: صيدا), là một ngôi làng ở miền nam Syria, một phần hành chính của Tỉnh Daraa, nằm ở phía đông Daraa. Các địa phương gần đó bao gồm al-Naimah ở phía tây, al-Ghariyah al-Gharbiyah ở phía bắc, Kahil và al-Musayfirah ở phía đông và al-Taybeh và Umm al-Mayazen ở phía nam. Theo Cục Thống kê Trung ương Syria (CBS), Saida có dân số 11.215 trong cuộc điều tra dân số năm 2004.

## Lịch sử
Trong sổ đăng ký thuế của Ottoman năm 1596, Sayda là một ngôi làng nằm ở nahiya của Butayna, Qada của Hauran. Nó có dân số 41 hộ gia đình và 13 cử nhân, tất cả đều là người Hồi giáo. Họ đã trả mức thuế cố định 40% cho các sản phẩm nông nghiệp, bao gồm lúa mì, lúa mạch, vụ hè, dê và ong, ngoài các khoản thu không thường xuyên; tổng cộng 8.188 akçe. 1/6 doanh thu đã đi đến một waqf.
Saida là một khirba (ngôi làng đổ nát) vào năm 1858 trong thời kỳ Ottoman. Tuy nhiên, nửa sau của thế kỷ đó đã chứng kiến sự hồi sinh trong canh tác ngũ cốc và an ninh ở vùng Hauran, trong đó Saida là một phần. Trong thời gian đó, nó đã được định cư và đến năm 1895 có 250 cư dân.